# 阿尔韦特·罗加斯
阿尔韦特·罗加斯（西班牙語：Albert Rocas，1982年6月16日—），西班牙男子手球运动员。他曾代表西班牙参加2008年和2012年夏季奥林匹克运动会手球比赛，其中2008年奥运会获得一枚铜牌。